# 不自由的民主
非自由民主（英語：illiberal democracy），其亦稱不自由民主、威權復辟，与自由民主制相对，是一种虽有「民主」却无法保障公民自由的不完全、不成熟的民主制度，不以保障自由、人权及強調法治作为其民主运作的主要特征。
非自由民主國家的統治者可能會忽視或繞過憲法對其權力的限制。他們也傾向於忽視少數人的意願，這正是民主不自由的原因。 非自由民主國家的選舉經常被操縱，被用來合法化和鞏固現任掌權者，而不是用以選擇國家的領導人和政策。
於此种政制之下，国家通过限制民众的自由权利，以维护国家利益並促进经济发展，虽然实行民主制度並允許選舉，但是人權得不到保障並缺乏公民自由，權利随时有可能被侵犯和剥夺，公民对行使权力的群体的行为亦缺少知情权，並非真正意義上的“开放社会”。实行此种政制的国家，既不能划分为“自由国家”或者“非自由国家”，更多地是被划分为“可能是自由国家”，这些国家介于民主与非民主政体之间。这可能是因为存在一部限制政府权力有餘，但保障公民自由不足的宪法框架，導致政府經常有意無意忽视公民自由。
一些理論家說，非自由民主是一種在基本層面不民主的混合政體，因此或許稱之為選舉威權主義、競爭威權主義、或軟威權主義等更合適。

## 起源
此概念由美国记者及时事评论家法里德·扎卡利亞於1997年於學術期刊《外交事務》上率先提出，其對西方国家於苏联解体后的民主输出政策作出了深刻批判，认为該政策是造成这些非自由民主体制产生的罪魁祸首。匈牙利總理欧尔班·维克多亦於2014年一場演說中预言歐美国家主流的自由民主已死，非自由民主的時代即将到来。

## 類型
有一系列的非自由民主：從近乎自由民主的民主到近乎公然獨裁的民主。確定一個政權是否是非自由民主的一種方法是確定“它是否有常態定期、自由、公平和競爭性的選舉來填補該國的主要權力職位，但在自由之家的公民自由和政治權利年度評比中沒有被分類屬『自由』”。
Rocha Menocal、Fritz 和 Rakner 描述了非自由民主國家的出現，並討論了它們的一些共同特徵。 Menocal、Fritz 和 Rakner 試圖將非自由民主國家與混合政體相提並論。他們論證了 1990 年代之“民主樂觀主義”—在蘇聯解體之後—導致了持有非自由價值觀的混合政體的出現。最初，西方列強認為民主鞏固會自動發生，而忽略了其他選擇。實際上，民主的不鞏固導致了擁有“非自由價值觀”的混合政體的興起。

## 舉例
Fareed Zakaria 在2007年表示，印度是世界上規模最大的非自由民主國家。
在 2014 年的一次演講中，在首次贏得連任後，匈牙利總理奧班·維克多描述了他對匈牙利作為一個“非自由國家”的未來的看法。在他的解釋中，“非自由國家”並不拒絕自由民主的價值觀，但也沒有將其作為國家組織的核心要素。 他將新加坡、俄羅斯、土耳其和中國列為此類“成功”國家的例子，“其中沒有一個符合自由主義的定義，其中一些甚至沒有民主政體”。
2015年，Zakaria 表示，雷傑普·塔伊普·埃爾多安領導下的土耳其已成為非自由民主的「教科書等級經典案例」。 Erik Meyersson 觀察到，參考《全球自由度報告》，土耳其在 2015 年的選舉民主國家中排名最後，在評比得分上低於一些甚至不被視為選舉民主國家的國家。
自 2016 年以來，羅德里戈·杜特爾特總統和邦邦·馬科斯領導下的菲律賓一直被描述為處於非自由民主狀態。該國被描述為非自由主義在文化和政治上全球最重要且具影響力的據點之一。
中華民國中國國民黨籍卸任總統馬英九認為，自2016年以來蔡英文上台後因積極推行轉型正義相關政策（參見臺灣轉型正義）、部分爭議性經濟政策等因素，臺灣已進入「不自由的民主狀態」。　但是，臺灣在經濟學人信息社的民主指數評比多次被評屬「完全民主」國家。 政治學者陳方隅透過「程序民主」之定義評估，當前臺灣執政黨行政上仍受在野黨監督與制衡，以及地方政府多由在野黨執政之情況，稱臺灣應仍屬自由民主國家。
中國在2021年3月，十三屆全國人大四次會議在未有諮詢香港民意下，通過《全國人民代表大會關於完善香港特別行政區選舉制度的決定》，改變香港選舉制度。其中，香港立法會地區直選議席的數目和比例大幅減少，由原先的35席（共70席）減少至20席（共90席）。此舉被民主派人士認為這是香港民主進程的大倒退。英國、美國、加拿大、澳洲、紐西蘭、歐盟等國嚴厲譴責中华人民共和国政府「顛覆」香港選舉制度及「摧毀」一國兩制，完全違反《中英聯合聲明》。
據V-Dem研究機構之研究顯示，美國共和黨在唐納·川普之影響下愈趨遠離自由主義並傾向民粹主義。 川普的民粹主義治理風格被視為是對美國自由民主核心價值觀的危險威脅，也是對傳統民主盟友的冷漠，並被視為是在鼓勵普丁等其他「強人統治者」。

## 與民粹主義的關係
通過討論不同類型和不同的例子，當今非自由民主國家興起的一個關鍵組成部分是民粹主義。當前的民粹主義領導人—尤其是在西方國家—有提倡非自由主義價值觀的傾向，一個顯著的例子是排斥移民和公開的仇外言論。這股浪潮被稱為“仇外民粹主義”。
Cas Mudde 和 Cristóbal Rovira Kaltwasser 討論了民粹主義在惡化的自由民主中的作用。Mudde 和 Kaltwasser 表示民粹主義—儘管被負面含義所包圍—本質上是民主的，因為它為人們提供了話語權，並嚴格遵循多數人統治的理念。問題出現在自由民主國家內部，自由主義價值觀和民主在內部是相互矛盾的。民主承諾多數人統治，而自由主義價值觀承諾保護少數人。 此外，一般而言，民粹主義領導人試圖利用自由民主的民主方面來破壞自由主義。這與 Fareed Zakaria 的論點密切相關。他們試圖確立這樣一種觀點，即民粹主義的興起正在破壞自由主義價值觀，因為民粹主義的核心拒絕多元化和少數群體保護—這些通常是自由主義價值觀的基本組成。
此外，Sheri Berman 表示，不受自由主義制約的民主會導致民粹主義的統治（在某些方面存在危險），但他進一步表示，通過使用歷史經驗，不受民主制約的自由主義價值觀同樣危險，例如，這可能導致寡頭統治。Berman 對民粹主義的作用持不同的看法，他認為正是民主制度的削弱導致了民粹主義的興起和自由民主的惡化。 Berman 藉著美國和歐洲地區等西方國家的例子，將民粹主義反彈的原因歸咎於國家政府為了商業精英而無視普通公民的利益。總而言之，Berman 試圖證明民粹主義導致了非自由民主的興起，而民粹主義由於民主制度過於由精英壟斷權力而獲得了牽引力。

## 批評
Steven Levitsky 和 Lucan Way 等研究者反對非自由民主的概念，稱它只會導致混淆，因為如果一個國家沒有反對黨和獨立媒體，它就不是民主的。 他們表示如「非自由民主」這樣的術語不適用於其中一些國家，因為該術語暗示這些政權在其核心是民主政權。Levitsky 和 Way 表示，斯洛博丹·米洛舍維奇領導下的南斯拉夫聯盟共和國、津巴布韋和後蘇聯時期的俄羅斯等國家從來沒有真正的民主，也沒有向民主發展，而是傾向於權威主義，儘管有選舉，且有時競爭激烈。因此，Levitsky 和 Way 創造了一個詞彙來消除這些國家之「民主」方面積極內涵，並將它們與有缺陷的或發展中的民主國家區分開來，即「競爭性威權主義」。
據 Wojciech Sadurski 所稱，波蘭的「非自由民主在很大程度上是一種矛盾」，因為「透過拆除各種制衡機制，以及與選舉和司法審查相關的許多民主制度，執政黨大幅削弱了波蘭的民主性質狀態」。Sadurski 基更傾向以「公民投票威權主義」稱之。
據政治學者 Michael K. Miller 之研究，與非選舉專制相比，多黨專制選舉政體在健康、教育、性別平等和基本自由方面的表現要好得多。對健康和教育的影響與民主一樣強烈，並且明顯好於非選舉專制。